# Practice What You Preach
A Practice What You Preach a Testament nevű thrash metal együttes harmadik stúdióalbuma. A zenekarnak ezzel az albummal sikerült betörni az amerikai Billboard 200 listán a legjobb száz közé a 77. hely elérésével.
A harmadik Testament album producere is Alex Perialas volt, de ezúttal nem a New York-i Pyramid Sound stúdióban, hanem a kaliforniai Fantasy stúdióban dolgoztak. Újabb változás az első két albumhoz képest, hogy a Practice What You Preach lemezen nem csak a két gitáros, hanem a teljes csapat kivette részét a dalok megírásából, mégis sikerült zeneileg az előző albumokkal kijelölt utat folytatni, sőt az egyik legjobb Testament-albumot elkészíteni. A Testamentnél korábban megszokott okkult témájú dalszövegek helyett itt  megjelentek a társadalomkritikus, politikai-közéleti témák.
A lemezhez három videóklipet is forgattak, a címadó Practice What You Preach, a környezetvédelemért felszólaló Greenhouse Effect, valamint a power-lírai The Ballad dalokra.

## Dalok
1. Practice What You Preach – 4:54
2. Prelious Nation – 5:50
3. Envy Life – 4:16
4. Time Is Coming – 5:26
5. Blessed in Contempt – 4:12
6. Greenhouse Effect – 4:52
7. Sins of Omission – 5:00
8. The Ballad – 6:09
9. Nightmare (Coming Back to You) – 2:20
10. Confusion Fusion (instrumentális) – 3:07

## Közreműködők
| Zenészek - Chuck Billy – ének - Eric Peterson – gitár - Alex Skolnick – szólógitár - Greg Christian – basszusgitár - Louie Clemente – dob | További közreműködők - Alex Perialas: producer, hangmérnök - David Pigg: produkciós tanácsadó (gitárok) - Roy Rowland: produkciós tanácsadó (ének) - Michael Rosen: hangmérnök-asszisztens - Tom Coyne: maszterelés - William Benson: borító |

## Külső hivatkozások
- Testament hivatalos honlap
- Testament myspace oldal